# نوینمارکت
نوینمارکت (به آلمانی: Neuenmarkt) یک شهر در آلمان است که در کولمباخ واقع شده‌است. نوینمارکت ۳٬۱۳۷ نفر جمعیت دارد.